# Mi fortuna es amarte
Mi fortuna es amarte (no Brasil: Minha Fortuna é Te Amar) é uma telenovela mexicana produzida por Nicandro Díaz González para a Televisa e exibida pelo Las Estrellas entre 8 de novembro de 2021 a 13 de março de 2022, substituindo Vencer el pasado e sendo substituída por El último rey. É uma versão da história colombiana de 2008 criada por Luis Felipe Salamanca, La quiero a morir, sendo adaptada por Juan Carlos Alcalá.
É protagonizada por Susana González e David Zepeda e antagonizada por Sergio Sendel, Chantal Andere, Omar Fierro, Michelle González, Lisset , Ximena Córdoba, Denia Agalianou, Said P e Fernanda Urdapilleta; atuações estelares de Carlos de la Mota, Luz Elena González e Michelle Vieth; os primeiros atores Luis Felipe Tovar, Ana Bertha Espín, Ricardo Silva e Carmen Salinas (substituída por María Rojo).

## Sinopse
Natalia Robles (Susana González) dedicou sua vida à família. Na véspera do aniversário de 20 anos de casamento, ela descobre a traição do marido, Adrián Cantú (Sergio Sendel), que foge com Verónica Alanís (Denia Agalianou), a melhor amiga de Natalia. Adrián e Verónica traçaram um plano para fugir depois de terem enganado os clientes da imobiliária onde são ambos sócios, juntamente com Mario (Carlos de la Mota), namorado de Verónica. Adrián deixa Natalia falida. Porém, em meio a sua situação, decide seguir em frente para criar as filhas Andrea (Fernanda Urdapilleta) e Regina (Daniela Martínez Caballero).
Por outro lado, Vicente Ramírez (David Zepeda), sofre a perda de sua esposa Lucía Nieto (Adriana Fonseca), que é morta em um assalto. O jovem filho de Vicente, Benjamín (André Sebastián González), presenciou a morte de sua mãe e sofre um trauma que o deixa sem fala. No dia seguinte ao sepultamento de Lucía, Vicente é confrontado com a surpresa de ter sido vítima de fraude pela imobiliária de Adrián. A vida de Natália e Vicente se confunde quando ele chega à imobiliária para reclamar o dinheiro que lhes foi roubado, junto com os outros credores. Natália, em nome do marido e de Mário, pede tempo para reparar o prejuízo econômico. Natália e Vicente vão descobrir que mesmo no meio da pior experiência, o amor sempre pode ser resgatado.

## Elenco
- Susana González - Natália Robles García de Ramírez / de Cantú
- David Zepeda - Vicente Ramírez Pérez
- Sergio Sendel - Adriano Cantú Garza
- Chantal Andere - Constanza Robles García de Martínez
- Omar Fierro - Elias Haddad Nassar
- Luis Felipe Tovar - Gustavo Martínez Sánchez
- Carlos de la Mota - Mário Rivas Acosta
- Michelle González - Olga Pascual Chávez
- Ana Bertha Espin - Teresa García Jiménez de Sevilla
- Lisset - Salma Karam Mansour de Haddad
- Luz Elena González - Soledade "Sol" Pascual Gama de Martínez
- Michelle Vieth - Fernanda Díez Acuña
- Dayren Chávez - Valentina "Val" Cruz López
- Ricardo Silva - Cláudio Sevilla León
- Eduardo Liñan - Carlos Zuno
- Ximena Córdoba - Tania Rivas Acosta
- Denia Agalianou - Verônica Alanís Gómez
- Marcos Montero - William Montero
- Ricardo Franco - Félix Núñez
- Said P - Néstor "Simba" Peña
- Carlos Mosmo - Donovan Cameron
- Fernanda Urdapilleta - Andrea Cantú Robles de Haddad
- Rodrigo Brand - Omar "Chuchu" Haddad Karam
- Ramsés Alemán - João Gabriel Ramírez Pérez
- Daniela Martínez Caballero - Regina Cantú Robles
- Andrés Vázquez - José José "Zezé Pepe" Ramírez Pérez
- Andrés Sebastián González - Benjamín Ramírez Neto
- Carmen Salinas - Margarita "Margô" Domínguez Negrete Vda. de Pérez #1
- María Rojo - Margarita "Margô" Domínguez Negrete Vda. de Pérez #2[5]
- Adriana Fonseca - Lúcia Neto Paz de Ramírez
- Archie Lanfranco - Pedro
- María Prado - Joana
- Roberto Tello - Benito
- José Luis Duval - Sr. Ortiz
- Lorena San Martín - Patricia de la Garza
- Hans Gaitán - Mauricio
- Valeria Santaella - Kimberly
- Yekaterina Kiev - Helena
- Mónica Pont - Maria Campuzano
- Diana Golden - Macorina
- Alfredo Alfonso - Fabiano
- Luis Arturo - Lorenzo
- Marco Muñoz - Juliano Reus
- Marco Uriel - David Téllez
- René Casados - Teodoro Flores Santiago
- Juan Vidal - Marco Saldivar
- Bea Ranero - Sandra Arellano
- Sandra Montoya - Agente federal
- Carlos Miguel - Luis Galindo
- Yuri - Ela mesma
- Los Ángeles Azules - Eles mesmos
- Eduardo de la Peña - Don Tomás
- Edgar Alfaro - José David Torre
- César Calderón - Waiter
- Laura Sandoval - Maid
- Nora Correa González - Jessy
- Grace Sierra - Dance
- Brian Vicuña - Waiter
- Armando Villavicencio	- Policía
- Yuliana Peniche - Isabela

## Produção
A trama teve o título provisório de ‘’El Amor Cambia de Piel‘’.
As gravações começaram em 26 de agosto de 2021.
Em 11 de novembro de 2021, três dias após a estreia da novela, a atriz Carmen Salinas, intérprete de Doña Magos, foi internada às pressas, vítima de um hemorragia cerebral, em decorrência de uma hipertensão. Em 19 de novembro, a atriz foi oficialmente afastada das gravações do projeto, sendo seu papel assumido por María Rojo. Em 9 dezembro do mesmo ano, a morte da atriz foi anunciada.

## Exibição no Brasil
Foi exibida pelo SBT de 4 de dezembro de 2023 a 1.° de maio de 2024, em 103 capítulos, substituindo Um Refúgio Para o Amor e sendo substituída por Contigo Sim, inicialmente na faixa das 18h30. Entrando na reta final, a partir do dia 18 de março de 2024, a novela passou a ser exibida ás 15h30, como parte das mudanças na programação do SBT. Não foi ao ar nos dias 12 de dezembro de 2023, 12 de março e 30 de abril de 2024 devido à transmissão dos jogos da Liga dos Campeões da UEFA de 2023–24. e nos dias 25 de dezembro de 2023 e 1.° de janeiro de 2024 devido à exibição do especial Feriadão SBT.

## Audiência

#### No México
| Horário             | # Eps. | Estreia               | Estreia           | Final               | Final           | Posição | Temporada | Classificação geral |
| Horário             | # Eps. | Data                  | Primeiro capítulo | Data                | Último capítulo | Posição | Temporada | Classificação geral |
| ------------------- | ------ | --------------------- | ----------------- | ------------------- | --------------- | ------- | --------- | ------------------- |
| Segunda—Sexta 20h30 | 92     | 8 de novembro de 2021 | 3.7               | 13 de março de 2022 | 5.2             | #1      | 2021–2022 | 4.16                |

Em seu primeiro capítulo a trama estreou com excelente índices, superando sua antecessora, com 3.7 milhões de espectadores. Bateu recorde em seu segundo capítulo, sendo vista por 3.9 milhões de espectadores, sendo a atração mais vista do dia e superando sua antecessora, onde só veio registrar esse índice em sua quarta semana de exibição. Registrou um novo recorde no capítulo exibido em 10 de janeiro, quando foi vista por 4.65 milhões de espectadores. Voltou a registrar novos recordes no capítulo exibido em 25 de janeiro, quando foi vista por 4.7 milhões de espectadores Em seu último finalizou com um novo recorde, sendo vista por 5.2 milhões de espectadores, melhor índice desde 2016.

#### No Brasil
| Horário                                                       | # Eps. | Estreia               | Estreia           | Final               | Final           | Posição | Temporada | Classificação geral |
| Horário                                                       | # Eps. | Data                  | Primeiro capítulo | Data                | Último capítulo | Posição | Temporada | Classificação geral |
| ------------------------------------------------------------- | ------ | --------------------- | ----------------- | ------------------- | --------------- | ------- | --------- | ------------------- |
| Segunda—Sexta 18h30 (capítulos 1-71) 15h30 (capítulos 72-103) | 103    | 4 de dezembro de 2023 | 4.4               | 1.° de maio de 2024 | 3.4             | #3      | 2023–2024 | 4.00                |

Estreou com 4,4 pontos e pico de 4,8 não alterando o público da faixa II das novelas da tarde. Em 14 de dezembro de 2023, bateu seu primeiro recorde com 4,8 pontos. Em 4 de março de 2024, bateu seu segundo recorde com 4,9 pontos. Seu menor índice foi registrado em 18 de março com 2,3 pontos, no dia em que teve a mudança de horário. Apesar da queda sofrida com a mudança, a novela passou a se estabilizar na casa dos 3 pontos a partir do dia seguinte, chegando aos 4 e 5 pontos de pico, alavancando os índices do horário das 15h30, que costumava patinar na casa dos 2 pontos exibindo o Fofocalizando.
O último capítulo registrou 3,4 pontos e 7,2% de share. Fechou com a média geral de 4 pontos, ficando dentro do esperado e mesmo com o novo horário, a novela elevou os índices da faixa vespertina, chegando em alguns momentos a encostar na reprise de A Terra Prometida, exibida na mesma faixa.